# Libertas Trogylos Basket 1989-1990
La stagione 1989-1990 della Libertas Trogylos Basket è stata la quarta consecutiva disputata in Serie A1 femminile.
La società siracusana si è classificata al quinto posto nella massima serie ed è uscita ai quarti dei play-off contro Vicenza.

## Rosa
| Giocatrici |
| ---------- |

| N° | Naz.                        | Ruolo | Sportivo           | Anno | Alt. |  |
| -- | --------------------------- | ----- | ------------------ | ---- | ---- |  |
|    | Italia (bandiera)           | G     | Sofia Vinci        | 1966 | 175  |  |
|    | Italia (bandiera)           | P     | Silvia Daprà       | 1961 | 173  |  |
|    | Italia (bandiera)           | P     | Giusy Cecchi       | 1959 | 170  |  |
|    | Italia (bandiera)           | GA    | Annarita Anellino  | 1963 | 180  |  |
|    | Italia (bandiera)           | A     | Elisabetta Pasini  | 1967 | 180  |  |
|    | Italia (bandiera)           | A     | Cristina Rivellini | 1970 | 182  |  |
|    | Italia (bandiera)           | C     | Pina Tufano        | 1965 | 201  |  |
|    | Stati Uniti (bandiera)      | C     | Regina Street      | 1962 | 194  |  |
|    | Unione Sovietica (bandiera) | GA    | Svetlana Kuznecova | 1965 | 186  |  |

| Staff tecnico                    |
| -------------------------------- |
| Allenatore: Santino Coppa        |
| Aiuto allenatore: Marco Braghero |

| Under aggregate alla prima squadra |
| ---------------------------------- |

| N° | Naz.              | Ruolo | Sportivo         | Anno | Alt. |  |
| -- | ----------------- | ----- | ---------------- | ---- | ---- |  |
|    | Italia (bandiera) | G     | Maria Puglisi    | 1972 | 175  |  |
|    | Italia (bandiera) | G     | Daniela Altamore | 1972 | 172  |  |
|    | Italia (bandiera) | PG    | Deborah Carta    | 1972 | 165  |  |

## Dirigenza
- Presidente: Carlo Lungaro
- Vicepresidente: Salvatore Limeri
- Direttore generale: Aldo La Rosa
- Segreteria: Anna Li Volti
- Pubbliche relazioni: Giovanni Degli Esposti

## Statistiche
| Giocatrice  | Gare | Punti | Minuti | Tiri da due | Tiri da due | Tiri da due | Tiri da tre | Tiri da tre | Tiri da tre | Tiri liberi | Tiri liberi | Tiri liberi | Rimbalzi | Rimbalzi | Palle | Palle | Assist | Val. |
| Giocatrice  | Gare | Punti | Minuti | R           | T           | %           | R           | T           | %           | R           | T           | %           | O        | D        | P     | R     | Assist | Val. |
| ----------- | ---- | ----- | ------ | ----------- | ----------- | ----------- | ----------- | ----------- | ----------- | ----------- | ----------- | ----------- | -------- | -------- | ----- | ----- | ------ | ---- |
| Kouznetsova | 30   | 696   | 1088   | 268         | 489         | 54,8        | 2           | 12          | 16,7        | 154         | 184         | 83,7        | 66       | 155      | 94    | 95    | 94     | 751  |
| Street      | 30   | 590   | 971    | 243         | 352         | 69,0        | 0           | 0           |             | 104         | 162         | 64,2        | 164      | 260      | 83    | 132   | 10     | 906  |
| Rivellini   | 30   | 255   | 708    | 63          | 160         | 39,4        | 24          | 81          | 29,6        | 57          | 90          | 63,3        | 35       | 37       | 49    | 38    | 15     | 144  |
| Tufano      | 27   | 158   | 792    | 65          | 156         | 41,7        | 0           | 0           |             | 28          | 48          | 58,3        | 76       | 117      | 43    | 39    | 8      | 244  |
| Vinci       | 25   | 146   | 587    | 44          | 119         | 37,0        | 3           | 14          | 21,4        | 49          | 80          | 61,3        | 7        | 39       | 41    | 39    | 33     | 106  |
| Daprà       | 30   | 120   | 695    | 44          | 121         | 36,4        | 4           | 14          | 28,6        | 20          | 30          | 66,7        | 2        | 31       | 65    | 55    | 44     | 90   |
| Cecchi      | 27   | 71    | 454    | 18          | 57          | 31,6        | 8           | 38          | 21,1        | 11          | 23          | 47,8        | 14       | 22       | 39    | 41    | 27     | 55   |
| Anellino    | 21   | 54    | 276    | 19          | 45          | 42,2        | 3           | 10          | 30,0        | 7           | 15          | 46,7        | 1        | 11       | 32    | 13    | 11     | 17   |
| Pasini      | 28   | 36    | 394    | 15          | 56          | 26,8        | 0           | 0           |             | 6           | 10          | 60,0        | 5        | 17       | 36    | 13    | 22     | 12   |
| Altamore    | 5    | 8     | 31     | 3           | 6           | 50,0        | 0           | 1           | 0,0         | 2           | 3           | 66,7        | 0        | 1        | 6     | 4     | 1      | 3    |
| Puglisi     | 1    | 0     | 4      | 0           | 0           |             | 0           | 0           |             | 0           | 0           |             | 0        | 0        | 1     | 0     | 0      | -1   |